# 大阪市立総合医療センター
大阪市立総合医療センター（おおさかしりつそうごういりょうセンター）は、大阪市都島区にある病院。
同地に、運営主体である地方独立行政法人大阪市民病院機構の理事局も所在する。

## 概要
- 大阪市制100周年記念事業の一環として採り上げられた「市立医療機関の体系的整備」の基幹と位置づけられる医療機関。市民の医療ニーズの高度化・多様化に対応するために、大阪市の中核病院として広く市民に高度急性期医療および小児医療を提供。また、地域の医療機関と連携して地域医療の中心的役割を担う「地域医療支援病院」としても承認を受けている。
- 前身は、大阪市立母子センター（1946年開院。1978年までは「大阪市立今宮市民病院」）・大阪市立小児保健センター（1965年開院）・大阪市立桃山病院（1887年開院）・大阪市立城北市民病院（1953年開院）・大阪市立桃山市民病院（1946年開院）の5つの市民病院である。
- これらを再編し、大規模かつ高機能の病院として設立され、1993年（平成5年）12月1日に開院した。

## 沿革
公式ウェブサイトより
- 1983年8月 - 市制100周年記念事業に「市立医療機関の体系的整備」が採り上げられる。
- 1989年6月 - 予算市会において、総合医療センターの設置をもりこんだ「大阪市市民病院事業の設置等に関する条例の一部を改正する条例」が可決される。
- 1989年6月 - 総合医療センター建設工事が着工。
- 1993年7月 - 総合医療センターの定礎式を行う。
- 1993年11月 - 総合医療センターへ職員が配置。桃山市民病院・城北市民病院・小児保健センター・母子センター・桃山病院が閉鎖される。
- 1993年12月 - 開院。
- 1996年4月 - 精神保健福祉法による大都市特例の実施に伴い、精神科の緊急措置の受け入れが開始される。
- 1999年4月 - 感染症の予防及び感染症の患者に対する医療に関する法律の施行により、第1種及び第2種感染症指定医療機関に指定される。
- 1999年10月 - 特定承認保険医療機関として承認される。
- 2002年4月 - 大阪市の機構改革により、現在までの組織に健康福祉局病院経営部を統合し、3市民病院も一体化した総合医療センターに改組される。
- 2004年6月 - 日本医療機能評価機構に認定される。
- 2005年1月 - 地域がん診療拠点病院に指定される。
- 2009年6月 - 日本医療機能評価機構に認定（更新：Ver.5）される。
- 2009年11月 - 地域医療支援病院に承認される。
- 2010年3月 - がん診療連携拠点病院に指定（更新）される。
- 2011年1月1日 - 大阪府から総合周産期母子医療センターの指定を受けた[2]。
- 2013年2月 - 小児がん拠点病院に指定される。
- 2013年3月 - 医療観察法指定通院医療機関に指定される。
- 2014年4月 - ハイブリッド手術室が運用を開始する。
- 2014年5月 - 公益財団法人日本医療機能評価機構による病院機能評価（一般病棟2　500床以上　3rdG:Ver1）に認定される。
- 2014年10月1日 - 「地方独立行政法人大阪市民病院機構」が設立、移行された。
- 2015年12月 - 大阪府下6施設目のTAVI認定施設となる。
- 2017年1月 - 手術室を16室から20室に増床。
- 2017年3月 - 重症病床群を再編（スーパーICU設置）。
- 2017年4月 - ER 外傷センターを新設する。
- 20218年4月 - 日本専門医機構が認定する「新専門医プログラム」の基幹病院に指定される。
- 2018年11月 - 小児救命救急センターに認定される。

## 医療機関の指定等
- 健康保険法による特定承認保険医療機関
- 労災保険指定医療機関
- 救急告示病院（第3次救急医療機関）
- 地域がん診療連携拠点病院
- 大阪府災害拠点病院
- 第一種感染症指定医療機関
- 第二種感染症指定医療機関
- 臨床研修指定病院
- 精神保健福祉法指定医療機関
- エイズ治療拠点病院
- 結核指定医療機関
- 児童福祉法指定の第1種助産施設
- 児童福祉法（育成医療）指定医療機関
- 母体保護法指定医療機関
- 母子保護法（養育医療）指定医療機関
- 身体障害者福祉法（更生医療）指定医療機関
- 生活保護法による医療機関
- 原子爆弾被爆者指定医療機関
- 戦傷病者特別援護法指定医療機関
- 特定疾患治療研究事業実施医療機関
- 小児慢性特定疾患治療研究事業実施医療機関
- 大阪市出産前小児保護指導事業実施医療機関
- 産婦人科診療相互援助システム基幹病院
- 新生児診療相互援助システム基幹病院
- 公益財団法人日本医療機能評価機構認定病院(3rdG:Ver.2.0(4回目,2019年5月10日認定,2024年6月20日認定有効期限))[3]。
- NPO法人卒後臨床研修評価機構(JCEP)認定証発行病院[4]。

## 診療科・部門
- 12の臓器別センターと58の診療科を擁し、各診療科に専門医を有して高度かつ、専門的医療を提供している。
- 更には「地域がん診療連携拠点病院」に加え、全国15か所のみの「小児がん拠点病院」にも指定されており、小児から成人までの幅広い年齢層にがん診療を実施。小児医療に関しては17の診療科からなる「小児医療センター」を設置し、高度かつ専門的な医療を提供している[5][6]。市内6か所の「3次救急」と「小児3次救急」医療機関の1つであり、「第一種・第二種感染症指定医療機関」、精神科救急・合併症医療、災害医療も担う。

### 診療科
- 総合診療科(内科系・リウマチ)
- ブレストセンター
- ウィメンズセンター
  - 眼科
- リウマチセンター
  - 形成外科
  - 婦人科
- 臨床腫瘍センター
  - 臨床腫瘍科
  - 血液内科
  - 放射線腫瘍科
- 糖尿病・内分泌センター
  - 内分泌内科
  - 糖尿病内科
  - 栄養部
- 脳神経センター
  - 脳神経外科
  - 神経内科
- 呼吸器センター
  - 呼吸器内科
  - 呼吸器外科
- 総合周産期母子医療センター
  - 新生児科
  - 産科
- 小児青年てんかん診療センター
- 救命救急センター
  - 救命救急部
  - 初期急病診療部
  - 放射線診断科
  - 遺伝子診療部
  - 病理診断科
  - 感染症内科
  - 乳腺外科
  - 耳鼻咽喉科
  - 口腔外科
  - 整形外科
  - 皮膚科
  - 精神神経科
- 緩和ケアセンター
  - 緩和医療科
- 腎センター
  - 腎臓・高血圧内科
  - 泌尿器科
  - 腎移植・透析部
- 循環器センター
  - 循環器内科
  - 心臓血管外科
- 消化器センター
  - 消化器内科
  - 消化器外科
  - 肝臓内科
  - 肝胆膵外科
- 小児医療センター
  - 小児総合診療科
  - 小児代謝・内分泌内科
  - 小児血液腫瘍科
  - 小児神経内科
  - 小児循環器内科
  - 小児不整脈科
  - 小児外科
  - 小児整形外科
  - 小児泌尿器科
  - 小児心臓血管外科
  - 小児脳神経外科
  - 小児眼科
  - 小児耳鼻咽喉科
  - 小児言語科
  - 児童青年精神科
  - 小児救急科
- 小児てんかん診療センター
- 集中治療センター
  - 集中治療部
  - リハビリテーション科
  - 麻酔科

### 部門
- 薬剤部
- 医療技術部
- 中央放射線部
- 中央臨床検査部
- 生理機能検査部
- 中央臨床工学部
- 臨床研究センター
- 教育研修センター
- 栄養部
- 治験管理室
- 医療安全管理部
- 看護部

## 学会認定施設
- 日本内科学会認定医制度教育病院
- 日本糖尿病学会認定医教育施設
- 日本内分泌学会内分泌代謝科認定教育施設
- 日本腎臓学会研修施設
- 日本透析医学会教育関連施設
- 日本血液学会研修施設
- 日本循環器学会専門医研修施設
- 日本心血管インターベンション学会認定研修施設
- 日本呼吸器学会認定施設
- 日本呼吸器内視鏡学会専門医認定施設
- 日本気管支学会認定施設
- 日本臨床腫瘍学会認定研修施設
- 日本消化器内視鏡学会専門医指導施設
- 日本消化器病学会認定医認定施設
- 日本肝臓学会認定施設
- 日本大腸肛門病学会専門医修練施設
- 日本病理学会認定病院
- 日本超音波医学会認定超音波専門医研修施設
- 日本神経学会認定医教育施設
- 日本感染症学会研修施設
- 日本耳鼻咽喉科学会専門医研修施設
- 日本外科学会認定医制度修練施設
- 日本乳癌学会認定施設
- 日本静脈経腸栄養学会
  - NST稼動施設
  - 実地修練認定教育施設
- 日本胸部外科学会認定医認定制度指定施設
- 日本胸部疾患学会認定施設認定施設
- 日本呼吸器外科学会専門医認定施設
- 日本消化器外科学会専門医修練施設
- 日本肝胆膵外科学会高度技能医修練施設
- 日本脳神経血管内治療学会研修施設
- 日本眼科学会専門医制度研修施設
- 日本口腔外科学会認定医制度研修機関
- 日本小児科学会認定医研修施設
- 日本小児神経学会研修施設
- 日本てんかん学会研修施設
- 日本小児外科学会認定医育成特定施設
- 日本整形外科学会
  - 研修施設
  - 認定医制度研修施設
- 日本手の外科学会研修施設
- 日本形成外科学会専門医制度認定施設
- 日本皮膚科学会
  - 認定施設
  - 認定専門医研修施設
- 日本アレルギー学会教育施設
- 日本産科婦人科学会専門医制度卒後研修指導施設
- 日本周産期新生児医学会専門医暫定研修施設
- 日本婦人科腫瘍学会専門医制度指定修練施設
- 日本泌尿器科学会専門医制度認定施設
- 日本精神神経学会精神科専門医研修施設
- 日本麻酔学会麻酔指導病院
- 日本医学放射線学会専門医修練機関
- 日本インターベンショナルラジオロジー学会指導医修練施設
- 日本放射線腫瘍学会認定施設
- 日本リハビリテーション医学会研修施設
- 日本病理学会専門医認定病院
- 日本集中治療医学会専門医研修施設
- 日本救急医学会
  - 指導医認定施設
  - 専門医認定施設
- 日本臨床検査医学会認定病院
- 日本臨床細胞学会認定施設
- 日本小児循環器学会認定小児循環器専門医修練施設

## 事案
- 2020年10月（発表） - 2019年7月に子宮筋腫の治療のため当院を受診した女性患者（60代）について、子宮摘出手術に伴ってコンピューター断層撮影法（CT）検査を受けた際、放射線診断科の医師が、画像診断報告書で肝臓がんの疑いを指摘したが、婦人科の担当医がこの記載を見落とし、治療せずに女性を退院させた。2020年2月、女性が体調不良を訴え再びCT検査を受けたところ、肝臓付近のがんが肥大化し、肺や骨などに転移しているのが見つかった。女性患者は抗がん剤治療を受けていたが2020年5月に死亡。センター側は治療の遅れが死亡につながったとして、女性の遺族に謝罪した[7]。
- 2021年3月29日（発表） - 大阪市民病院機構がこの日、外来でインフルエンザワクチンの接種を担当していた看護師を停職3カ月の懲戒処分にした事を発表した。該当看護師は2019年12月ごろ、使用済みのインフルエンザワクチンの瓶から余ったワクチン液を集めて瓶にまとめ注射器3本などと一緒に自宅に持ち帰り、自身の子ども3人に接種した。空き瓶や注射器は病院に持参し、医療廃棄物として廃棄した。この看護師の行為は医師の指示がなく、医師法に抵触する恐れがあるという。当時上司だった看護師は持ち帰りに気付いていなかったが、同機構は管理監督責任があったとして当時の上司看護師対して口頭注意を行なった[8]。

## 交通アクセス
- 地下鉄谷町線「都島駅」 2号出入口から西へ約3分
- JR大阪環状線「桜ノ宮駅」 東口から北へ約7分
- 大阪シティバス45号系統・45A号系統・83号系統「総合医療センター前」すぐ

また、近隣の「地下鉄都島」停留所からも利用可能。

## 周辺
- 大阪府立都島工業高等学校
- 都島神社